# Provinciale weg 656
De provinciale weg 656 (N656) is een provinciale weg in de Nederlandse provincie Zeeland, die tussen het stadje Tholen en Sint Philipsland loopt, via Oud-Vossemeer en de Krabbenkreekdam. De N656 is ruim 12 kilometer lang.
Bij Tholen begint de N656 ter hoogte van de ongelijkvloerse aansluiting met de N286, waar een tweetal rotondes zijn aangelegd. De weg loopt verder over de Oud-Vossemeersedijk, waarvan het eerste stuk tussen de industrieterreinen Welgelegen en Slabbenkoornpolder door. De Oud-Vossemeersedijk kent een aantal scherpe bochten, waar regelmatig ongevallen zijn gebeurd. De N656 loopt dwars door de bebouwde kom van Oud-Vossemeer. Een rondweg of een andere structurele oplossing die leidt tot vermindering van de overlast die bewoners hier ervaren, wordt door een buurtcomité bepleit.
Ten noordoosten van Oud-Vossemeer volgt de N656 enkele honderden meters dezelfde weg als de N658. Tussen de aansluiting met de N658 en de Krabbenkreekdam is de N656 uitgevoerd als stroomweg (autoweg), met een parallelweg voor lokaal en langzaam verkeer. De autoweg eindigt op de Krabbenkreekdam, enkele honderden meters voor de aansluiting met de voormalige N657, even ten oosten van het dorp Sint Philipsland. Hier is ook een aansluiting met de N257, waar doorgaand verkeer via de voormalige Slaakdam naar Steenbergen kan, of via de Philipsdam en de Grevelingendam richting Schouwen-Duiveland en Goeree-Overflakkee.
N62 · N69 · N251 · N252 · N253 · N254 · N255 · N256/A256 · N257 · N258 · N260 · N261 · N262 · N263 · N264 · N266 · N267 · N268 · N269 · N270/A270 · N271 · N272 · N273 · N274 · N275 · N276 · N277 · N278 · N279 · N280 · N281 · N282 · N283 · N284 · N285 · N286 · N287 · N288 · N289 · N290 · N291 · N292 · N293 · N294 · N295 · N296 · N296n · N297 · N298 · N300 · N321 · N322 · N324 · N329 · N389 · N394 · N395 · N396 · N397

N556 · N562 · N564 · N570 · N572 · N590 · N595 · N598 · N601 · N602 · N605 · N607 · N612 · N613 · N615 · N616 · N617 · N618 · N620 · N622 · N625 · N629 · N631 · N632 · N637 · N638 · N639 · N640 · N641 · N651 · N652 · N653 · N654 · N655 · N656 · N658 · N659 · N660 · N661 · N662 · N663 · N664 · N665 · N666 · N667 · N668 · N669 · N670 · N671 · N673 · N674 · N675 · N676 · N682 · N683 · N686 · N689 · N690 · N831 · N843

Voormalige provinciale wegen: N299 · N551 · N552 · N553 · N554 · N555 · N560 · N561 · N563 · N565 · N566 · N567 · N568 · N571 · N574 · N580 · N581 · N582 · N583 · N584 · N585 · N586 · N587 · N588 · N589 · N591 · N592 · N593 · N594 · N596 · N597 · N603 · N604 · N606 · N608 · N610 · N611 · N614 · N619 · N621 · N623 · N624 · N626 · N628 · N630 · N634 · N642 · N657